# Parc aux singes de Jigokudani
Le parc aux singes de Jigokudani (地獄谷野猿公苑, Jigokudani Yaen Kōen) est une source chaude située à Yamanouchi dans la préfecture de Nagano au Japon, et connue pour abriter en hiver une population de macaques japonais. Il fait partie du parc national de Jōshin'etsukōgen.

## Situation
Le parc aux singes de Jigokudani est situé dans l'Ouest du bourg d'Yamanouchi (Nord de la préfecture de Nagano),  à environ 165 km, à vol d'oiseau, au nord-ouest de Tokyo, capitale du Japon. À 850 mètres d'altitude, il occupe, dans le parc national de Jōshin'etsukōgen, une partie de la vallée de Shiga, traversée par la rivière Yokoyu, un cours d'eau du bassin versant du fleuve Shinano.

## Histoire
Le parc aux singes de Jigokudani est officiellement fondé en 1964,. Il est le fruit des efforts d'un randonneur japonais qui, en 1957, a découvert un groupe de singes dans la « vallée de l'enfer ».
Dans les années 1950, le développement de stations de ski entraîne le déplacement des mammifères simiens vers des zones de moindre altitude, proches d'habitations humaines du bourg de Yamanouchi. Au grand dam des villageois, les animaux commencent à piller les terres cultivées et, imitant les humains, s'installent même dans un onsen local. Le parc est alors créé pour préserver les singes des représailles villageoises.
En 1970, un couverture du magazine américain Life, montrant des singes du parc émergeant des eaux d'un bain de onsen, popularise l'endroit dans le monde entier.
Au cours des années 2010, le parc est visité annuellement par environ 100 000 touristes.

## Description
Les singes du parc, appelés « singes des neiges », sont des macaques japonais, comme on en trouve dans tout le Japon, à l'exception de Hokkaidō et Okinawa. Le parc regroupe une population simiesque d'environ 160 individus, qui ont l'habitude de se réchauffer dans des bains d'eau chaude naturelle amménagés, en particulier,les mois d'hiver durant lesquels la température peut descendre jusqu'à −10 °C,.
Le Jigokudani Yaen-Koen est la seule source d'eau chaude au monde où des macaques se baignent librement et aux yeux de tous, Le bain principal où singes et hommes se côtoient est une construction humaine créée en 1967.
Les visites sont possibles tout au long de l'année. Le parc est ouvert de 8 h 30 à 17 h pendant la saison estivale, d'avril à octobre, et de 9 h à 16 h en hiver, de novembre à mars.